# Marpiré
Marpiré est une commune française située dans le département d'Ille-et-Vilaine en région Bretagne, peuplée de 1 013 habitants.

## Géographie

### Situation
Marpiré est située dans le centre-est du département d'Ille-et-Vilaine.

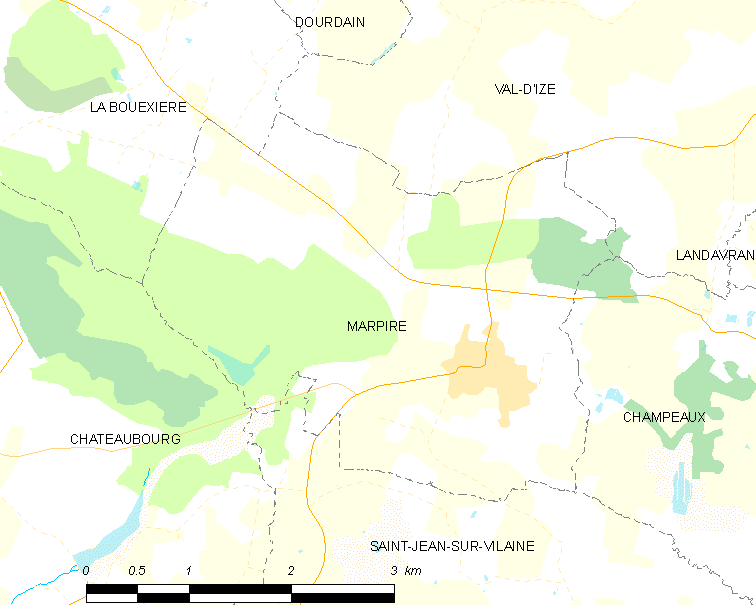
Carte de la commune de Marpiré

| La Bouëxière | Val-d'Izé              |           |
|              | Marpiré                | Champeaux |
| Châteaubourg | Saint-Jean-sur-Vilaine |           |

### Relief

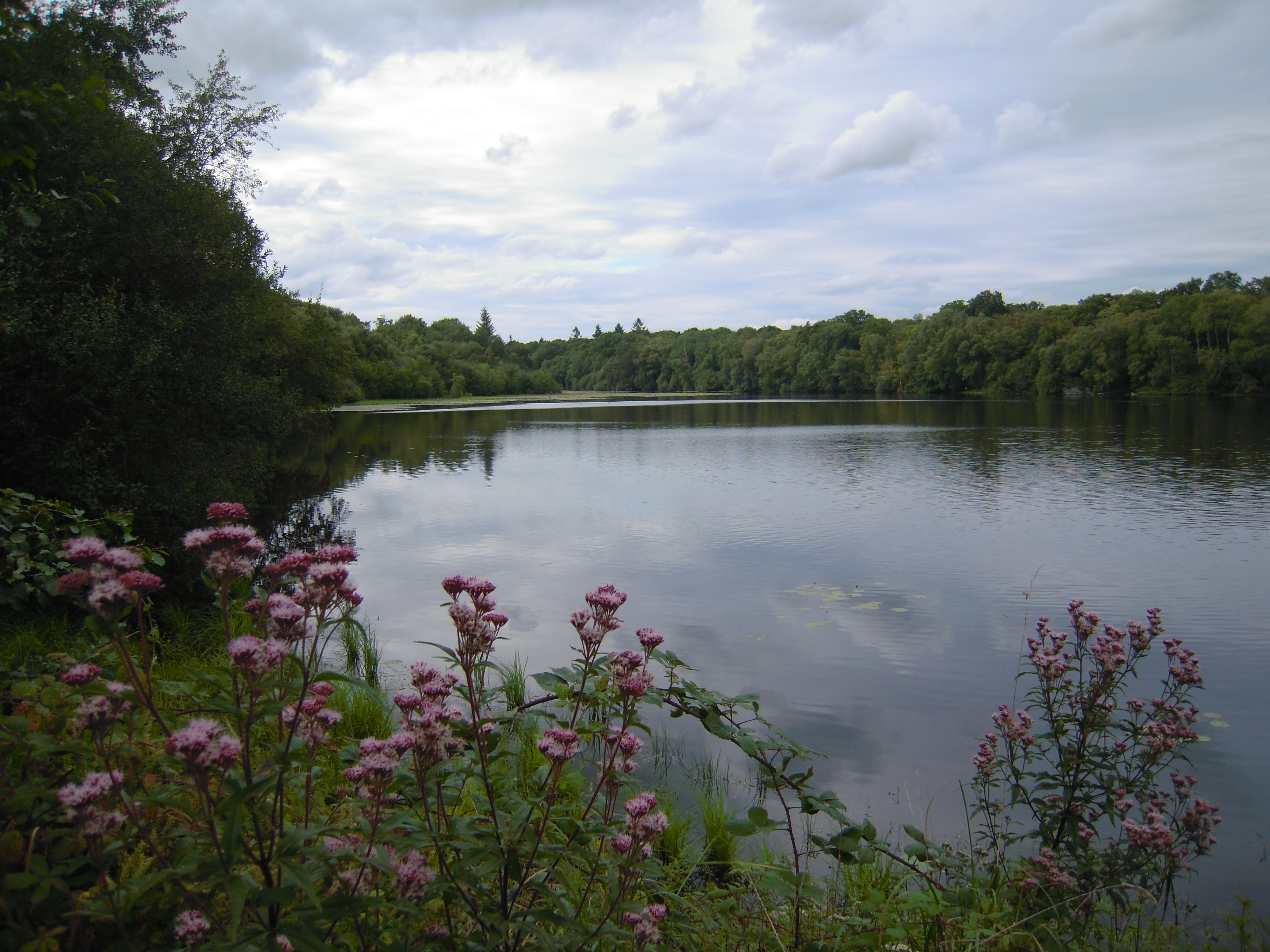
L'étang de la Corbière.

Le finage communal présente une ligne de hauteurs, des crêtes appalachiennes, d'altitude légèrement supérieure à 110 m (le point le plus haut étant à 119 m à la Haute Noë), orientées ouest-est dans sa partie nord et des altitudes moindres dans sa partie sud, s'abaissant jusqu'à 78 mètres d'altitude dans son angle sud-est. Le nord du territoire communal est en partie couvert de bois et forêts (partie orientale de la forêt de la Corbière, elle-même prolongement oriental de la forêt de Chevré, Bois de la Lisière et ses prolongements (Bois de la Herlisse à l'ouest, Bois de Briérue à l'est). Le bourg est vers 108 m d'altitude.
Le finage est drainé par plusieurs modestes affluents (qui tous prennent leur source dans la partie nord du territoire communal) de rive droite du ruisseau de Palet, lui-même affluent de rive droite de la Cantache ; l'un d'entre eux, le ruisseau des Landes de Marpiré, délimite même pendant une partie de son cours le sud-est du territoire communal. À l'ouest, le ruisseau de la Gaillardière est un affluent du ruisseau de la Vallée, lui-même affluent de rive droite de la Vilaine. Plusieurs étangs ont été aménagés le long de leur cours, notamment l'étang de la Baluère au sud de la commune, l'étang de la Corbière à l'ouest dans la forêt du même nom, ou encore le Plan d'eau de l'Orée du Bois, à la limite méridionale du Bois de la Lisière.
Le paysage rural traditionnel est le bocage avec habitat dispersé en de nombreux hameaux et fermes isolées.

### Géologie
Faisant partie du Massif armoricain, la commune, située à la limite nord-est du bassin de Rennes est traversée par des crêtes appalachiennes orientées ouest-nord-ouest - est-sud-est, correspondant aux restes érodés de deux plis anticlinaux et de synclinaux, dits de La Bouëxière et d'Izé, datant du plissement hercynien, formés de roches précambriennes, ordoviciennes, siluriennes, et dévoniennes, des grès et des schistes d'Angers, ardoisiers, pour la bande de la Corbière, des schistes de Saint-Lô et des grauwackes quartzeux pour la bande de la forêt de Chevré

### Hydrographie
Pour un article plus général, voir Réseau hydrographique d'Ille-et-Vilaine.
La commune est située dans le bassin Loire-Bretagne. Elle est drainée par la Gaillardière, les Landes de Marpiré,,.

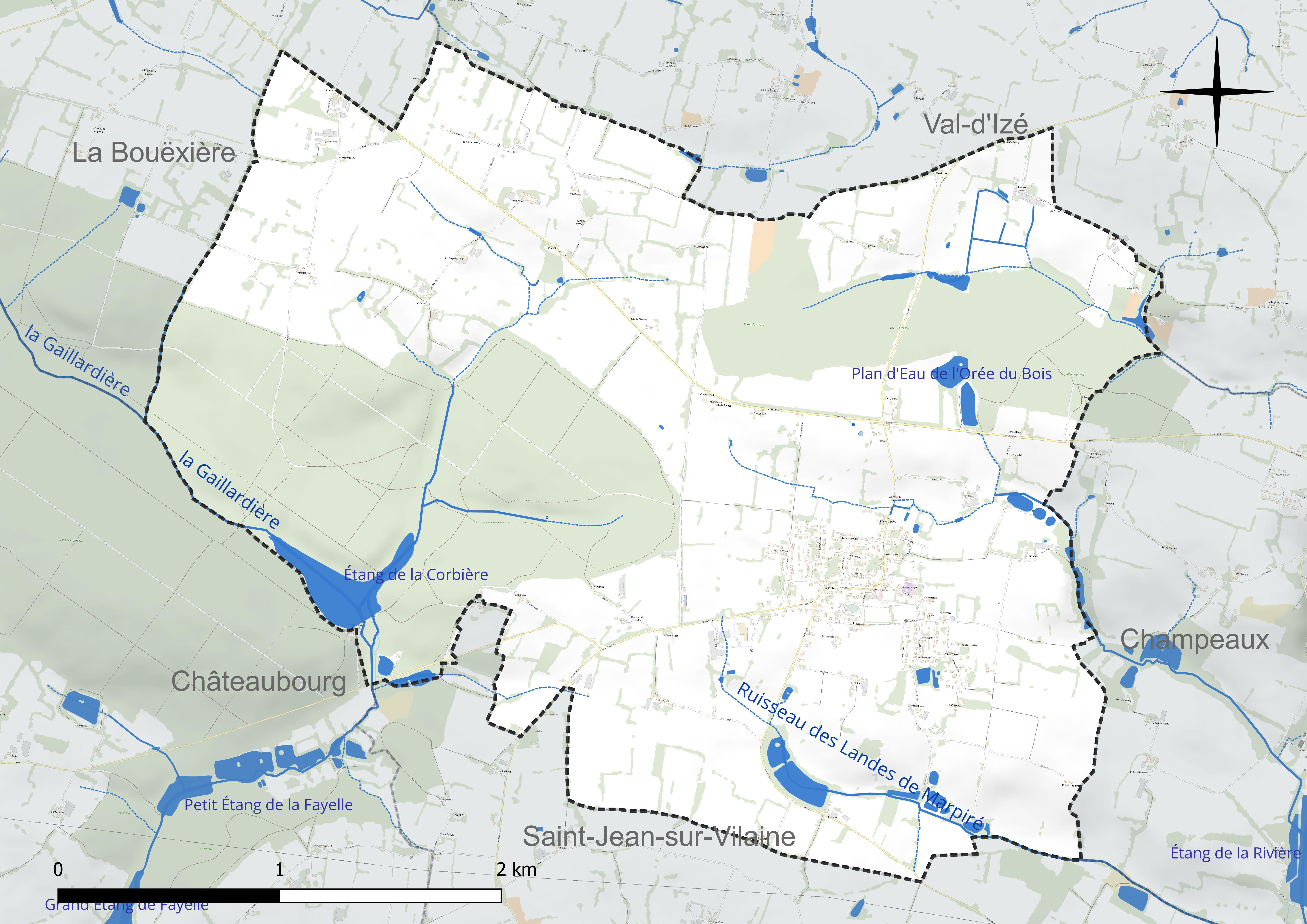
Réseau hydrographique de Marpiré.

Deux plans d'eau complètent le réseau hydrographique : le plan d'eau de l'Orée du Bois (1,58 ha) et l'étang de la Corbière (9,5 ha),.

### Climat
Pour des articles plus généraux, voir Climat de la Bretagne et Climat d'Ille-et-Vilaine.
En 2010, le climat de la commune est de type climat océanique franc, selon une étude du CNRS s'appuyant sur une série de données couvrant la période 1971-2000. En 2020, Météo-France publie une typologie des climats de la France métropolitaine dans laquelle la commune est exposée à un climat océanique et est dans la région climatique  Bretagne orientale et méridionale, Pays nantais, Vendée, caractérisée par une faible pluviométrie en été et une bonne insolation. Parallèlement l'observatoire de l'environnement en Bretagne publie en 2020 un zonage climatique de la région Bretagne, s'appuyant sur des données de Météo-France de 2009. La commune est, selon ce zonage, dans la zone « Sud Est », avec des étés relativement chauds et ensoleillés.  
Pour la période 1971-2000, la température annuelle moyenne est de 11,2 °C, avec une amplitude thermique annuelle de 13,2 °C. Le cumul annuel moyen de précipitations est de 816 mm, avec 13,2 jours de précipitations en janvier et 7,7 jours en juillet. Pour la période 1991-2020, la température moyenne annuelle observée sur la station météorologique la plus proche, située sur la commune d'Arbrissel à 24 km à vol d'oiseau, est de 12,1 °C et le cumul annuel moyen de précipitations est de 718,7 mm,. Pour l'avenir, les paramètres climatiques de la commune estimés pour 2050 selon différents scénarios d'émission de gaz à effet de serre sont consultables sur un site dédié publié par Météo-France en novembre 2022.

## Urbanisme

### Typologie
Au 1er janvier 2024, Marpiré est catégorisée bourg rural, selon la nouvelle grille communale de densité à sept niveaux définie par l'Insee en 2022.
Elle est située hors unité urbaine. Par ailleurs la commune fait partie de l'aire d'attraction de Rennes, dont elle est une commune de la couronne,. Cette aire, qui regroupe 183 communes, est catégorisée dans les aires de 700 000 habitants ou plus (hors Paris),.

### Occupation des sols
L'occupation des sols de la commune, telle qu'elle ressort de la base de données européenne d'occupation biophysique des sols Corine Land Cover (CLC), est marquée par l'importance des territoires agricoles (65,6 % en 2018), en diminution par rapport à 1990 (66,5 %). La répartition détaillée en 2018 est la suivante : 
forêts (29,4 %), terres arables (25,9 %), zones agricoles hétérogènes (20,5 %), prairies (19,2 %), zones urbanisées (5 %). L'évolution de l'occupation des sols de la commune et de ses infrastructures peut être observée sur les différentes représentations cartographiques du territoire : la carte de Cassini (XVIIIe siècle), la carte d'état-major (1820-1866) et les cartes ou photos aériennes de l'IGN pour la période actuelle (1950 à aujourd'hui).

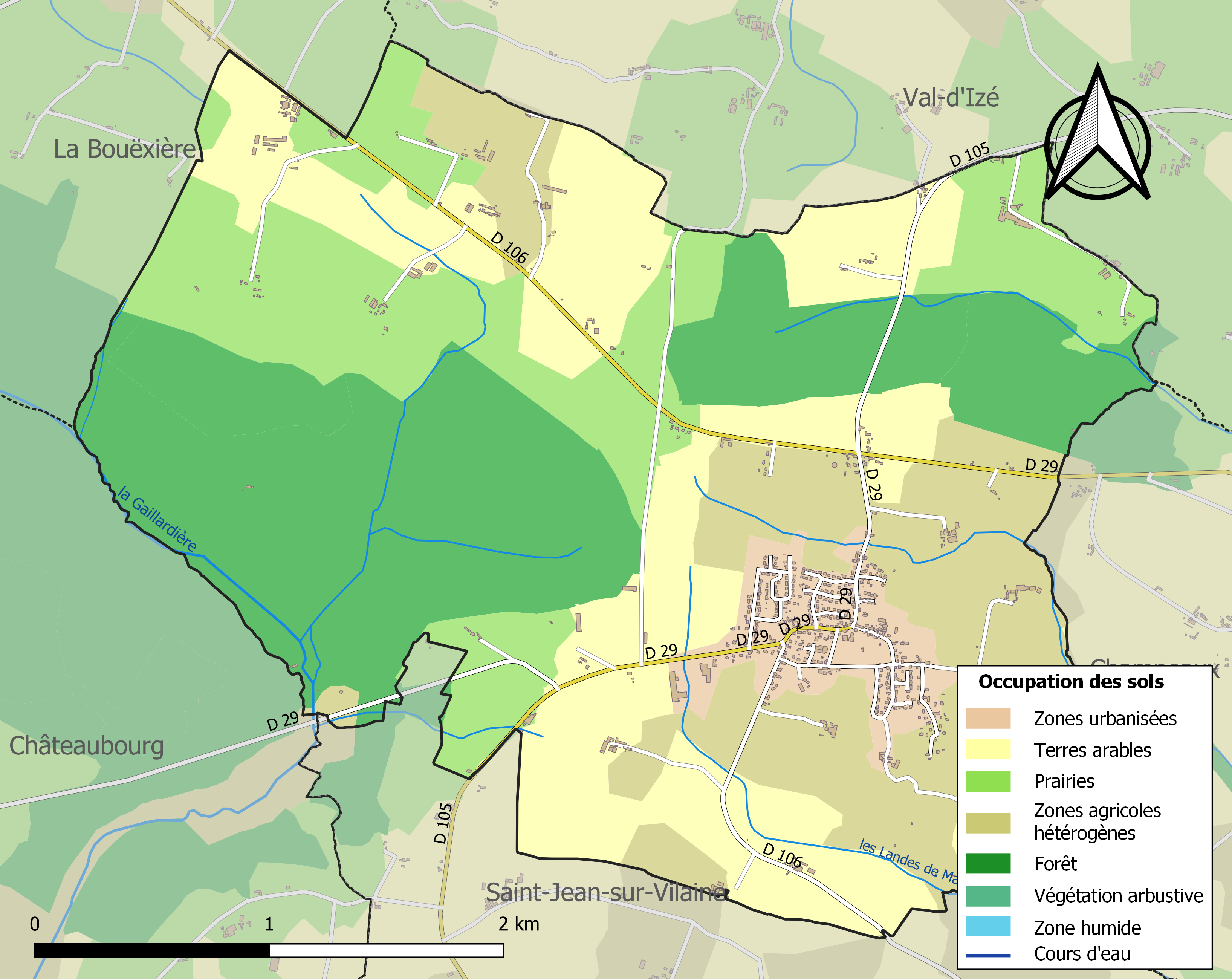
Carte des infrastructures et de l'occupation des sols de la commune en 2018 (CLC).

## Toponymie
Le nom de la localité est attesté sous les formes Marpireium en 1157 et capella Marpireii en 1213.
Le gentilé est Marpiréen.

## Histoire

### Moyen Âge
En 1157, Étienne, évêque de Rennes, confirma Guillaume, abbé de Saint-Melaine, dans la possession de tout le territoire de Marpiré que le baron de Vitré avait donné à son monastère ; cette donation est confirmée en 1213 par Pierre, un autre évêque de Rennes, à Geffroy, autre abbé de Saint-Melaine. Mais, selon Amédée Guillotin de Corson, rien ne prouve que Marpiré était alors une paroisse. Un aveu rendu au prieur de Notre-Dame-de-Vitré (ce prieuré dépendait de l'abbaye Saint-Melaine de Rennes) datant de 1399 concernant le fief de Marpiré a été conservé.

### Époque moderne
Selon un aveu de 1546, les habitants de Marpiré devaient fournir un garde forestier et un cheval aux seigneurs de Gazon en Pocé-les-Bois pour la garde des parties de la forêt de Chevré et de l'étang de Chevré qui leur appartenaient. Selon un autre aveu daté du 15 mai 1595, le seigneur de Gazon, possédait dans la paroisse de Marpiré le domaine et la métairie de Mainbert [ou Mainberte, ou Mauberte] « maisons, court [cour], (...), issues, fuyes, garennes, bois de haute fustaye, viviers, etc. Comme propriétaires dudit lieu, les Beaumanoir ont droit de prééminence en l'église de Marpiré, droit d'enfeu, (...), bancs à accoudoirs à queue, écussons d'armes et armoiries, tant au dedans qu'au dehors d'icelle église »
Selon Amédée Guillotin de Corson, il est probable que la paroisse de Marpiré n'aurait été créée que dans la seconde moitié du XVIIe siècle, son premier recteur ayant été Mathurin Nicolas, cité en 1664, même si les registres de baptême de Marpiré remontent à 1601. Elle aurait été précédemment l'équivalent d'une trève dépendant du prieuré Notre-Dame de Vitré, lui-même dépendant de l'abbaye Saint-Melaine de Rennes. Au XVIIIe siècle, les moines bénédictins de Vitré abandonnèrent pour portion congrue toutes les dîmes levées dans la paroisse au bénéfice du recteur de Marpiré, parfois appelé à tort "prieur" ; ces dîmes étaient levées à la onzième gerbe « dans toute l'étendue de la paroisse sur les froment, seigle, avoine, sarrasin, lins et chanvres ».
En raison de la présence de bois et forêts, une verrerie a existé à Marpiré à la fin du XVIIe siècle, créée à l'initiative du duc de la Trémoille, baron de Vitré, et dirigée par des membres de la famille de Cacqueray (ou Caqueray), issus d'une famille normande de maîtres-verriers.
Jean-Baptiste Ogée décrit ainsi Marpiré vers 1778 : 

« Marpiré, à cinq lieues et demie à l'Est-Nord-Est de Rennes, son évêché et son ressort, et à deux lieues un tiers de Vitré, sa subdélégation. On y compte 300 communiants. La cure est à l'Ordinaire. Ce territoire est un pays couvert, dont les terres sont exactement cultivées. Le cidre qu'on y fait est excellent. M. le duc de la Trimouille y possède deux bois : celui de la Marcelière, qui est le plus étendu, peut avoir une lieue de circuit. »

### Révolution française
Julien Lemarchant fut le délégué de la paroisse de Marpiré à la réunion du tiers état de la sénéchaussée de Rennes lors de la rédaction des cahiers de doléances pour les États généraux de 1789.
Jean-Baptiste Gendrot, qui était curé de Marpiré avant la Révolution française, prêta le serment de fidélité à la Constitution civile du clergé, mais la paroisse de Marpiré étant alors supprimée, il fut nommé curé constitutionnel de Moulins. La paroisse de Marpiré fut rétablie en 1803 par Mgr de Maillé, puis fut à nouveau réunie à celle de Champeaux en 1806, avant d'être à nouveau rétablie par ordonnance royale le 11 février 1820.

### LeXIXesiècle
Le cadastre de 1813 montre un bourg formé seulement de quelques maisons, qui ne se distingue des autres hameaux que par la présence de l'église.

#### Marpiré vers le milieu duXIXesiècle
A. Marteville et P. Varin, continuateurs d'Ogée, décrivent ainsi Marpiré vers 1845 :

« Marpiré (sous l'invocation de saint Pierre) ; commune formée par l'ancienne paroisse de ce nom, aujourd'hui succursale. (...) Principaux villages : Launay-Posson, les Epinais, la Cadignère, Minbert, la Buchetière, la Loisière. Superficie totale 1063 ha, dont (...) terres labourables 429 ha, prés et pâtures 81 ha, bois 300 ha, vergers et jardins 12 ha, landes et incultes 202 ha, étangs 10 ha (...). Moulin de Corbière, à eau. Cette commune contient à l'ouest la forêt de Chevré, à l'est les bois de la Herlisse, de la Lisière, de Briera ; au sud-ouest l'étang de Corbière. Géologie : schiste argileux. On parle le français (en fait le gallo). »

En 1851, le journal La Presse écrit :

« Les loups commencent à s'agiter dans les forêts enclavées entre les bourgs de La Bouëxière, Servon, Dourdain, Marpiré, Broons et Saint-Jean-sur-Vilaine, et la gendarmerie de Châteaubourg a déjà eu à constater de graves dégâts. Ces redoutables animaux paraissent jusqu'à présent sortir plus particulièrement de la forêt de la Corbière. Le 31 décembre [1850], un cheval et un poulain ont été dévorés sur le territoire de Saint-Jean, et une génisse sur celui de Broons. Les loups doivent être nombreux, car on entend beaucoup de hurlements dans les campagnes. On a rencontré, dans la commune de Broons, une louve et quatre louveteaux. »

En 1874, 149 habitants des communes de Taillis, Champeaux, Marpiré, Saint-Christophe et Eancé signent une pétition à l'Assemblée nationale suppliant les députés de proclamer comme roi légitime Henri V.

#### Les nouvelles école, église et routes

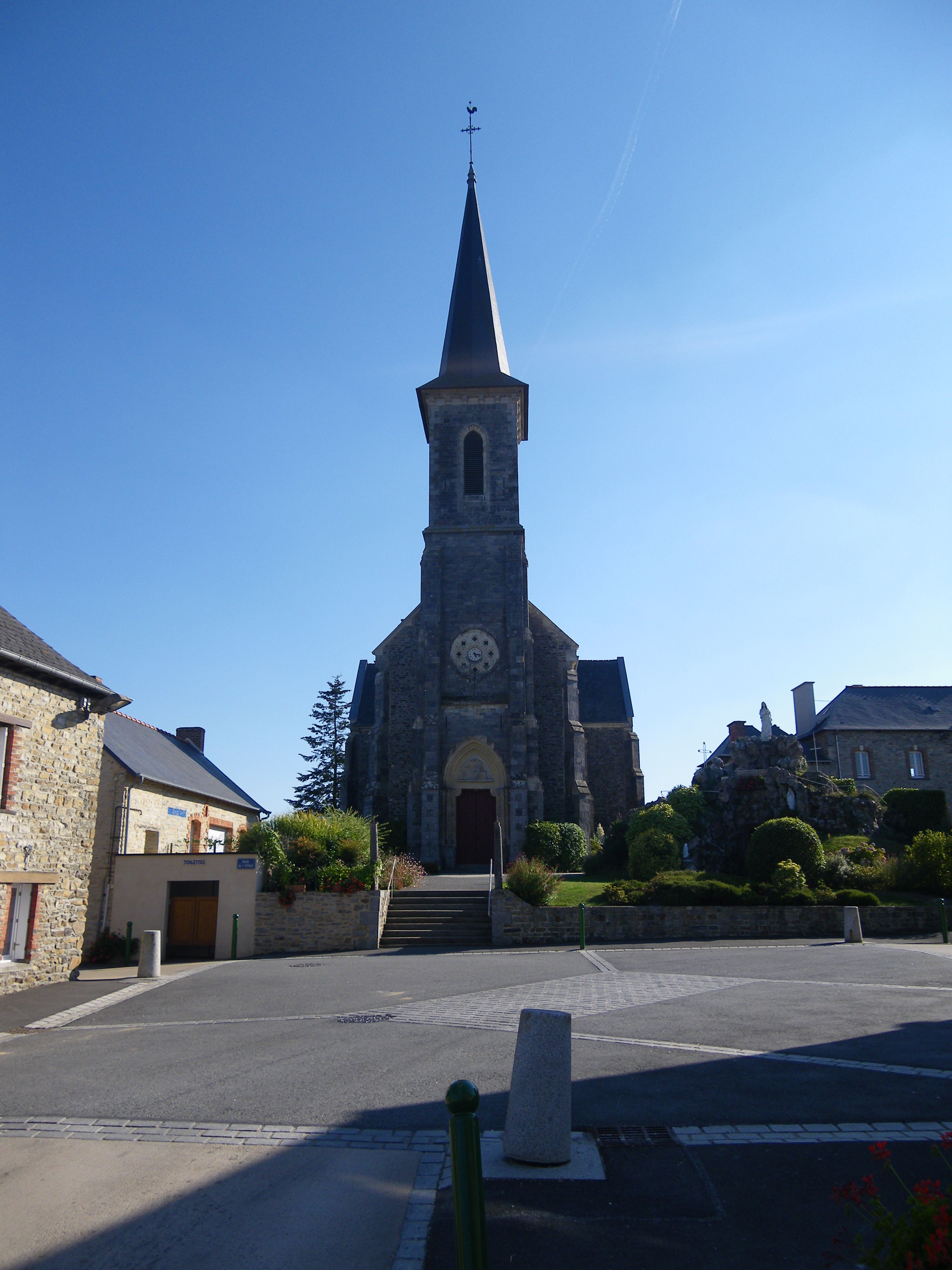
La nouvelle église de Marpiré.

En 1859, l'école de Marpiré est « provisoirement fermée » et la commune fait partie de six communes du département « dépourvue de tout moyen d'instruction ». En 1875, l'école de Marpiré est décrite ainsi : « La classe dans laquelle sont reçus les enfants de la commune de Marpiré est située au premier étage d'une maison bordant le cimetière ; sa superficie n'est que de 36 m2, sur une hauteur de 2 mètres 40 centimètres. C'est dans cette pièce, tenue à loyer par la commune, qu'on entasse, depuis plusieurs années, environ 60 élèves, tant filles que garçons (...). L'institutrice est également logée dans un local insuffisant, loué par la commune. Le conseil municipal, reconnaissant la nécessité de remédier à cette situation des plus défectueuses, a conçu le projet d'approprier l'ancienne église pour l'installation du service de la mairie et de l'instruction primaire ». Mais finalement une construction neuve fut projetée.
En 1879, la commune de Marpiré demande une subvention au Conseil général d'Ille-et-Vilaine pour le solde des travaux de construction de la nouvelle église paroissiale ; « la commune de Marpiré ne possède, il est vrai, aucune ressource et elle réserve tous ses fonds pour la construction d'une maison d'école » déclare le rapporteur. L'année suivante, la commune de Marpiré demande une subvention au Conseil général d'Ille-et-Vilaine afin de construire une maison d'école. La nouvelle église paroissiale, construite à l'initiative de l'abbé Jean Royer, recteur de Marpiré à partir de 1856, pour remplacer l'ancienne église en partie ruinée depuis la Révolution française, fut consacrée par Mgr Place, archevêque de Rennes, le 18 août 1881, mais la première messe y fut célébrée dès le 23 juillet 1873.
En 1846 le Conseil général d'Ille-et-Vilaine adopte le tracé du chemin de grande communication no 33 [actuel CD 106] « en exprimant le désir qu'en quittant Vitré, il suive la route royale no 12 jusqu'au pont de Cantache, pour de là, passer par Marpiré (...) ». En 1882 le tracé du chemin de grande communication no 29 [actuel CD 29] venant de Vitré via Champeaux et se dirigeant, après avoir traversé Marpiré, vers Servon-sur-Vilaine, est adopté.

#### Les grottes dédiées à Notre-Dame de la Salette

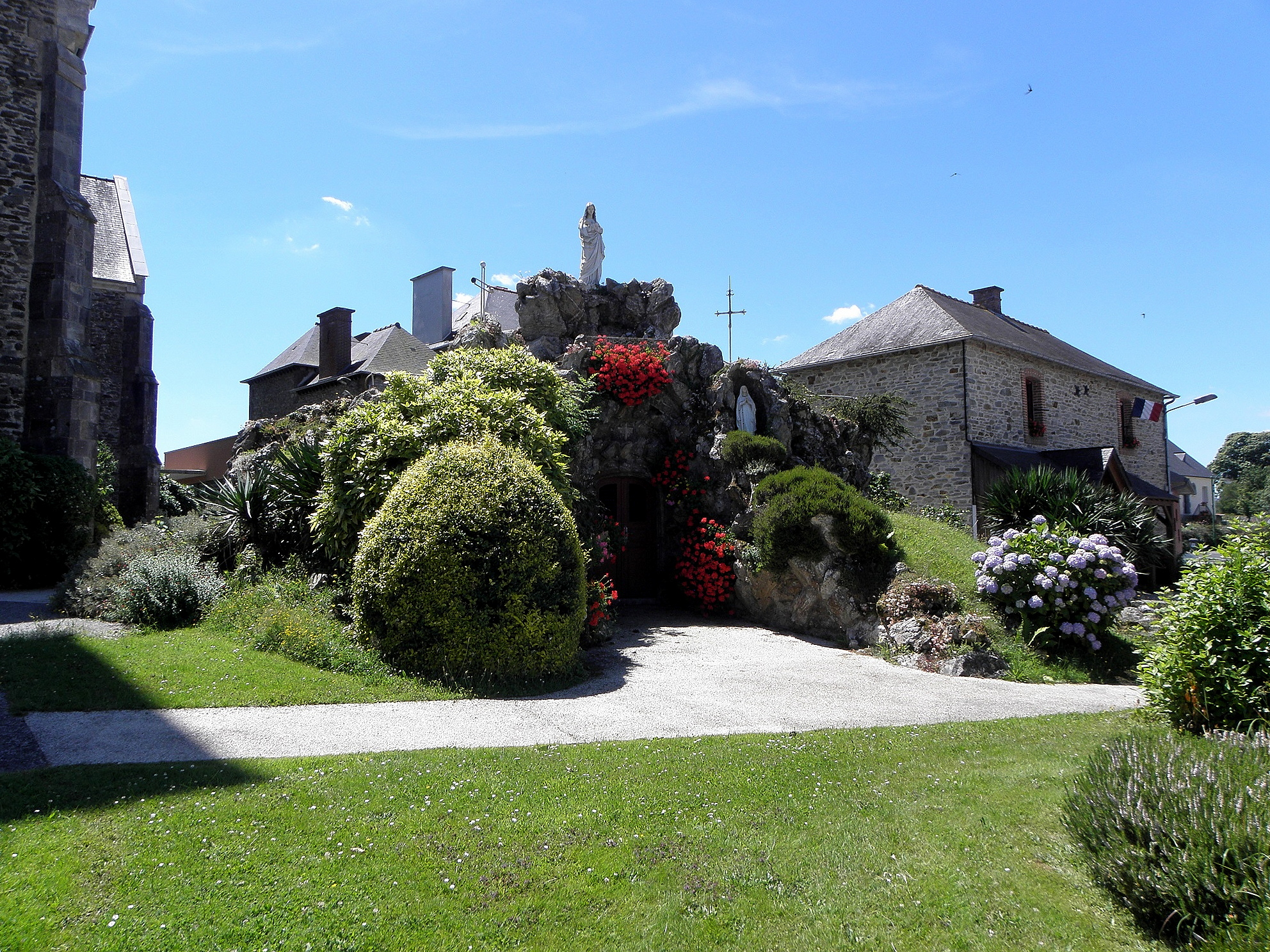
Le rocher de la Salette.

En 1885, l'abbé Cochet, recteur de la paroisse, fit élever une butte rocheuse, une rocaille, au sommet de laquelle fut aménagée une représentation des apparitions de Lourdes, et sous laquelle se trouvent trois grottes dédiées à Notre-Dame de La Salette. Dans l'une, consacrée spécialement à Notre-Dame-des-Sept-Douleurs, on célébrait parfois la messe. « Les paroissiens ont une grande dévotion à Notre-Dame de la Salette ; ils se réunissent souvent à la grotte pour réciter le Rosaire et chanter des cantiques, principalement pendant les mois de mai et (...) d'octobre. Les habitants de la contrée viennent en pèlerinage à Marpiré et les parois de la grotte sont recouvertes d' ex-voto ». De nos jours encore, « le sommet de la butte offre une scénographie "aérienne", avec la Vierge de Lourdes et Bernadette visibles du passant de tous les coins de la place, tandis que trois alvéoles aménagés dessous en chapelles/grottes, et accessibles par des portes, offrent une représentation en quelque sorte chtonienne de La Salette. La grande liberté prise avec les représentations topographiques à le mérite de placer la scène de Lourdes au-dessus de celle de La Salette ».

#### Trois institutrices
Le journal Ouest-Éclair évoque en 1913 trois institutrices de Marpiré : d'abord Julie Posson (« Cette bonne demoiselle, très forte pour son temps et très à la hauteur de sa tâche puisqu'elle savait lire et écrire et qu'elle osait parfois affronter la multiplication, n'était pas riche et ne recevait pas de traitement fixe. De temps en temps, les familles lui témoignaient leur reconnaissance par quelques subsides en nature : une pannerée de choux, trois bouts de saucisse ou un morceau de lard salé. Plus tard, le Conseil municipal, d'accord avec les propriétaires les plus imposés, remédia royalement à cette situation précaire en mettant à sa disposition un coin de lande qui lui permit de nourrir une chèvre ») ; puis Perrine Viel, fille du maire de l'époque, à partir de 1863 (elle « obtint son brevet et fut nommée institutrice dans sa propre commune. Elle était intelligente et avait le don de communiquer la science »), décédée en 1892 ; enfin Marie-Rose Fougères, orpheline dès son enfance et élevée par Julie Posson, qui commença à enseigner à Marpiré en 1867 comme aide de mademoiselle Viel (« adjointe volontaire et sans traitement ») sans être rétribuée pendant 25 ans jusqu'à la mort de celle-ci et fut ensuite directrice de l'école jusqu'à 1913 au moins, année où elle obtint un prix de vertu décerné par l'Académie française ; « très pieuse (...), 46 ans qu'elle enseignait les enfants de cette commune et son école est une des plus florissantes et des plus justement réputées de l'arrondissement ».

### LeXXesiècle

#### La Belle Époque
En janvier 1902, une tempête provoqua de nombreux dégâts à Marpiré ; « on ne se souvient pas à Marpiré avoir vu pareille tempête ».
En 1904 est envisagé la création d'une ligne téléphonique desservant Marpiré.
Le 3 avril 1906, un habitant de la commune, Louis Fougères, est condamné à 8 jours de prison et 50 francs d'amende par le tribunal correctionnel de Vitré pour insultes à l'encontre d'un gendarme de Châteaubourg lors de l'inventaire des biens d'église à Marpiré. Un décret en date du 1er septembre 1909 du ministre de l'intérieur et des cultes Aristide Briand attribue à la commune de Marpiré « à défaut de bureau de bienfaisance, les biens ayant appartenu à la fabrique de l'église de Marpiré », ce qui est confirmé par un autre décret du 6 juin 1910, les biens ayant appartenu à la fabrique de l'église de Marpiré, qui étaient placés sous séquestre, sont à nouveau attribués à la commune.
En 1909, la Ligue patriotique des Françaises organisa un pèlerinage à Marpiré à l'occasion de la bénédiction d'une statue de Notre-Dame-de-Lourdes, érigée en reconnaissance de la guérison miraculeuse de l'abbé Cochet, recteur de Marpiré, qui souffrait d'un lupus de la face, lors d'un pèlerinage à Lourdes. Celui-ci se présenta le 27 avril 1911 au bureau des constatations des miracles à Lourdes et fit le récit de sa guérison, selon lui miraculeuse, survenue en juillet 1908. Précédemment, une habitante de Marpiré, Félicité Hamon, aurait elle aussi bénéficié d'une guérison miraculeuse (une carie d'un os d'un pied) lors d'un pèlerinage à Lourdes en septembre 1900.
Des charbonniers exerçaient alors leur activité dans la forêt de la Corbière.

#### La Première Guerre mondiale

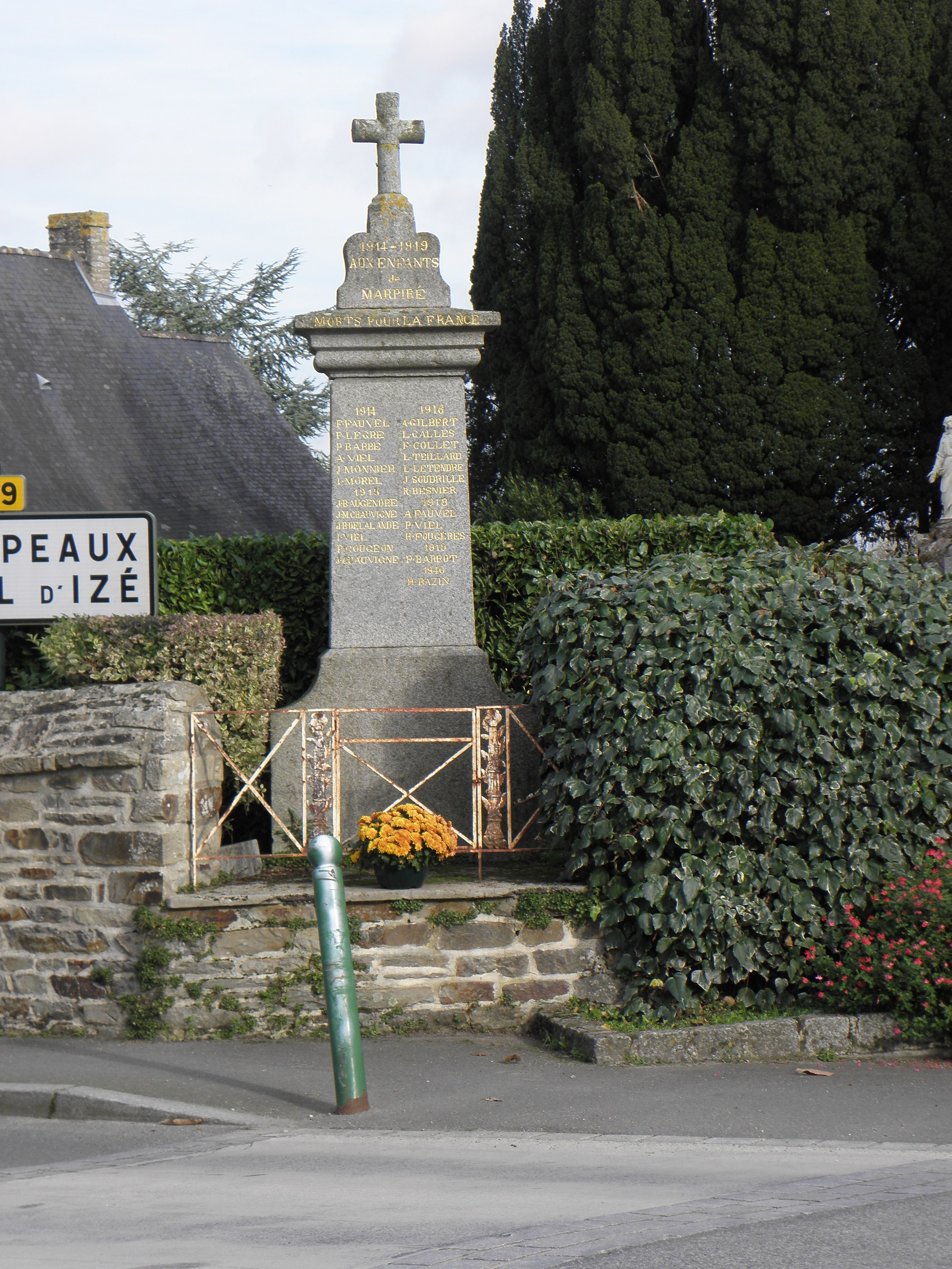
Le monument aux morts de Marpiré.

Le monument aux morts de Marpiré porte les noms de 22 soldats morts pour la France pendant la Première Guerre mondiale. Parmi eux, trois (Joseph Beaugendre, François Fauvel, Prosper Legré) sont morts en Belgique et tous les autres sur le sol français dont Alphonse Fauvel, frère de François Fauvel (fils de Pierre Fauvel et Marie Rose Savinel), et trois frères (André, Isidore et Pierre Viel), fils d'André Viel et Perrine Gadebois qui habitaient Maison Neuve en Marpiré.
Le 25 juin 1917, un soldat de Marpiré, T. Coché [en fait probablement Cochet, nom de famille alors présent à Marpiré], envoya un ex-voto en remerciement à sainte Thérèse de Lisieux (un calepin dans lequel se trouvait une image de la sainte, perforé par une balle), car il pensait avoir été sauvé grâce à elle.

#### L'Entre-deux-guerres
Une école publique existait alors à Marpiré, ainsi qu'une école libre (catholique).
Une agence postale ouvre à Marpiré le 16 octobre 1928. La commune commence à être électrifiée en 1932. Dans la décennie 1930, une ligne d'autobus allant de Liffré à Vitré passait par La Bouëxière, Marpiré et Champeaux.
Un entrepreneur d'origine espagnole, José Buil, exploitait alors des carrières à la Briheu en Marpiré et à Montreuil-des-Landes et employait notamment un certain nombre de ses compatriotes. Une autre carrière était exploitée à La Corbière et des accidents survenaient fréquemment.
En avril 1933 un incendie dévasta le bois de la Corbière (un quadrilatère vaste de 300 ha), qui appartenait à M. de Chappelaine, brûlant 350 ha de bois et de landes, dont 120 ha de pins. Un autre incendie, moins grave, était déjà survenu dans le même bois en mars 1931. Des charbonniers y faisaient encore à l'époque du charbon de bois. Des battues aux sangliers étaient aussi à l'époque régulièrement organisées.
Un certain Eugène Grenard, surnommé "La Terreur de Marpiré" aurait pendant cette période « rançonné et rossé les trois-quarts de la population » de la commune, et fit l'objet de nombreuses condamnations.

#### La Seconde Guerre mondiale
Deux natifs de Marpiré meurent pendant les combats de la Seconde Guerre mondiale : Auguste Gardan à Tripoli et Georges Guilard à Saint-Mesmin en 1940.

## Politique et administration

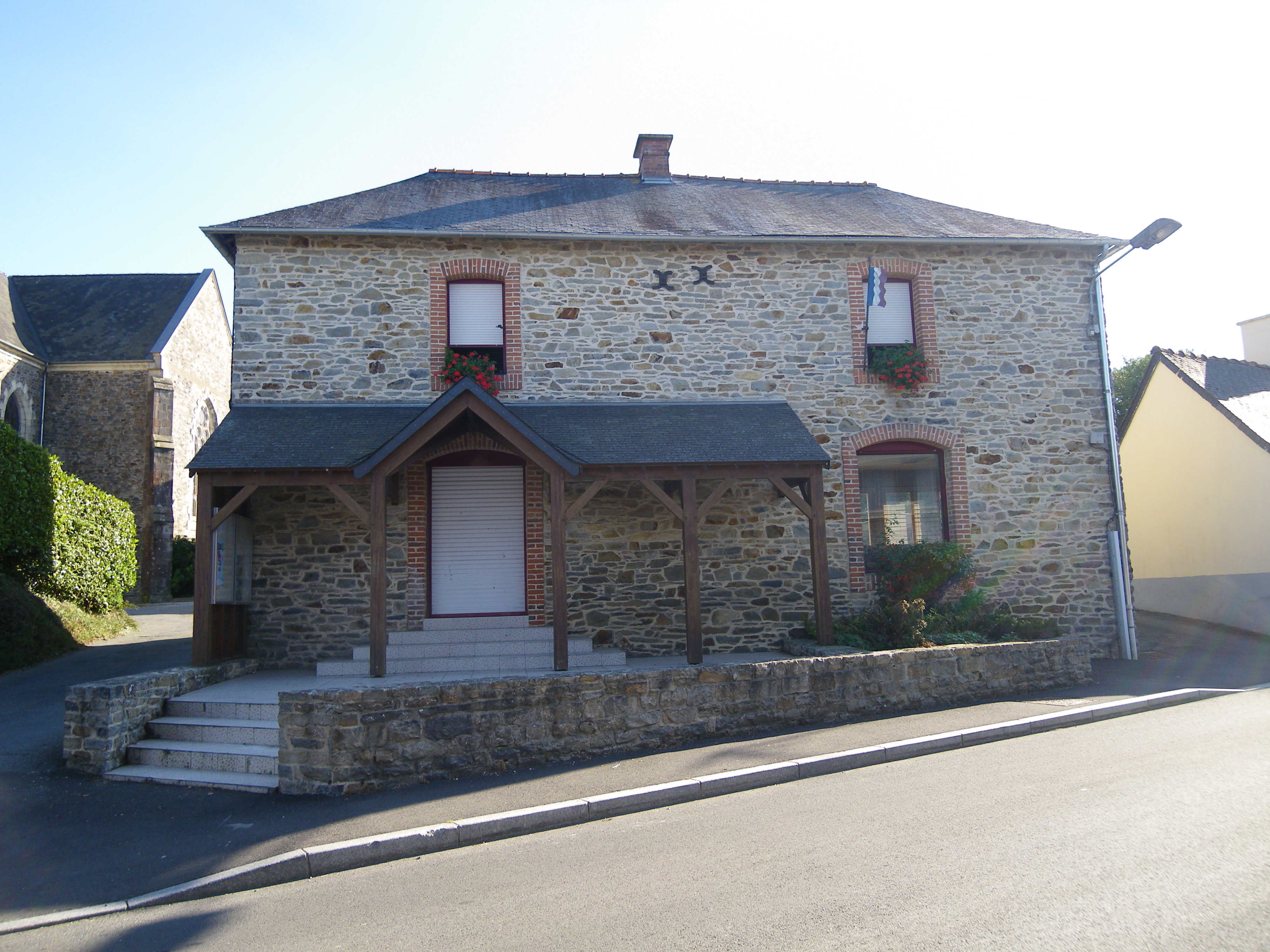
La mairie.

| Période                                  | Période                  | Identité           | Étiquette | Qualité |
| ---------------------------------------- | ------------------------ | ------------------ | --------- | --- |
| Les données manquantes sont à compléter. |                          |                    |           | |
| 1800                                     | 1808                     | Joseph Gaultraye   |           | |
| 1808                                     | 1844                     | Pierre Baron       |           | Laboureur |
| 1844                                     | 1867                     | Jean Viel          |           | Maréchal-ferrant |
| 1867                                     | 1878                     | Jean Marie Viel    |           | Maréchal-ferrant Fils de Jean Viel, maire précédent                                                                          |
| 1879                                     | 1897                     | Jacques Gaillard   |           | Cultivateur à Memberthe |
| 1897                                     | après 1927               | Hyacinthe Fougères |           | Laboureur |
| Les données manquantes sont à compléter. |                          |                    |           | |
| avant 1936                               | après 1939               | Victor Geslin      |           | |
| Les données manquantes sont à compléter. |                          |                    |           | |
| mars 1965                                | mars 1977                | Albert Busson      |           | |
| mars 1977                                | juillet 2015 (démission) | Auguste Fauvel     | DVD       | Agriculteur et apiculteur Conseiller général de Vitré-Ouest (1998 → 2011) Président de la CC du Bocage vitréen (1995 → 2001) |
| juillet 2015                             | En cours                 | Thérèse Moussu     | LR        | Retraitée |

## Démographie
L'évolution du nombre d'habitants est connue à travers les recensements de la population effectués dans la commune depuis 1793. Pour les communes de moins de 10 000 habitants, une enquête de recensement portant sur toute la population est réalisée tous les cinq ans, les populations de référence des années intermédiaires étant quant à elles estimées par interpolation ou extrapolation. Pour la commune, le premier recensement exhaustif entrant dans le cadre du nouveau dispositif a été réalisé en 2006.
En 2022, la commune comptait 1 013 habitants, en évolution de −4,88 % par rapport à 2016 (Ille-et-Vilaine : +5,46 %, France hors Mayotte : +2,11 %).
| 1793 | 1800 | 1806 | 1821 | 1831 | 1836 | 1841 | 1846 | 1851 |
| ---- | ---- | ---- | ---- | ---- | ---- | ---- | ---- | ---- |
| 394  | 393  | 396  | 432  | 340  | 388  | 423  | 431  | 424  |

| 1856 | 1861 | 1866 | 1872 | 1876 | 1881 | 1886 | 1891 | 1896 |
| ---- | ---- | ---- | ---- | ---- | ---- | ---- | ---- | ---- |
| 455  | 502  | 509  | 498  | 518  | 514  | 499  | 520  | 546  |

| 1901 | 1906 | 1911 | 1921 | 1926 | 1931 | 1936 | 1946 | 1954 |
| ---- | ---- | ---- | ---- | ---- | ---- | ---- | ---- | ---- |
| 485  | 491  | 460  | 430  | 451  | 464  | 458  | 439  | 431  |

| 1962 | 1968 | 1975 | 1982 | 1990 | 1999 | 2006 | 2011  | 2016  |
| ---- | ---- | ---- | ---- | ---- | ---- | ---- | ----- | ----- |
| 420  | 397  | 368  | 417  | 657  | 774  | 992  | 1 097 | 1 065 |

| 2021  | 2022  | - | - | - | - | - | - | - |
| ----- | ----- | - | - | - | - | - | - | - |
| 1 018 | 1 013 | - | - | - | - | - | - | - |

## Transports
La commune est desservie par la ligne de bus n°2 de Vitré Communauté.

## Lieux et monuments
- Ancienne église Saint-Pierre, édifice roman du XIe siècle : elle se compose d'une simple nef terminée par une abside semi-circulaire et était précédée d'un arc de triomphe ; mais elle fut tellement remaniée au fil des siècles qu'elle n'a plus guère de style. Transformée en maison d'habitation et ferme habitée par le sacristain après la construction de la nouvelle église, elle échappa de peu à la destruction. La charpente de la nef, qui date du XVe siècle, a conservé sa disposition d'origine[89].
- Nouvelle église Saint-Pierre, du XIXe siècle : cette église, dédiée à Saint-Pierre-ès-Liens, de style ogival a un plan en forme de croix, avec abside à pans coupés, fut construite à l'initiative de l'abbé Jean Royer par l'architecte vitréen Audrouing ; sa façade « surmontée d'un joli petit clocher, offre dans le tympan de la porte un (...) bas-relief représentant saint Pierre délivré de prison par un ange »[22]. Sa première pierre fut posée le 8 septembre 1869 et la première messe y fut célébrée le 23 juillet 1873 ; son clocher fut achevé en 1875[89].
- Le rocher de la Salette.
- Le calvaire du cimetière, érigé en 1899[89].

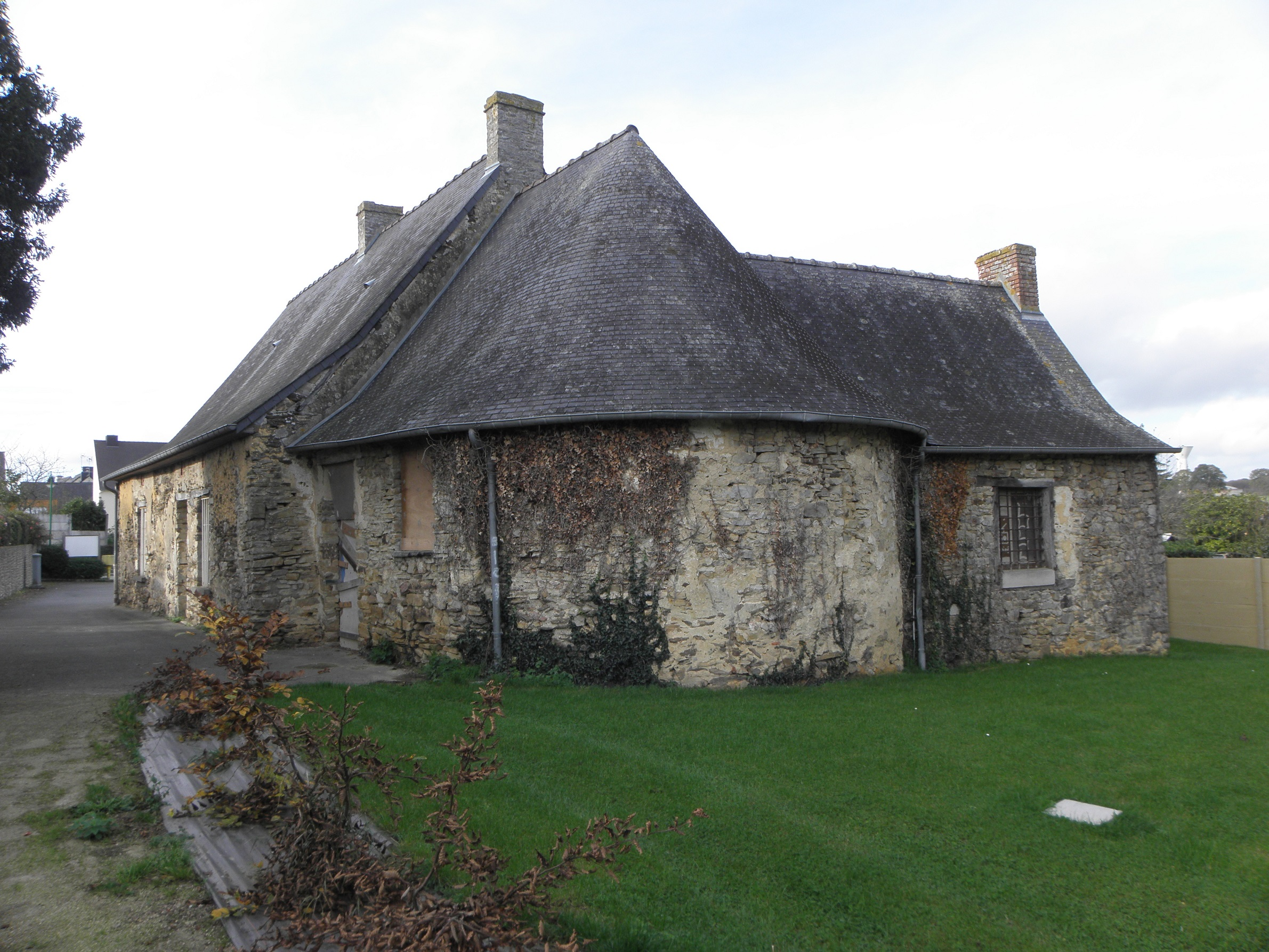
L'ancienne église paroissiale Saint-Pierre.
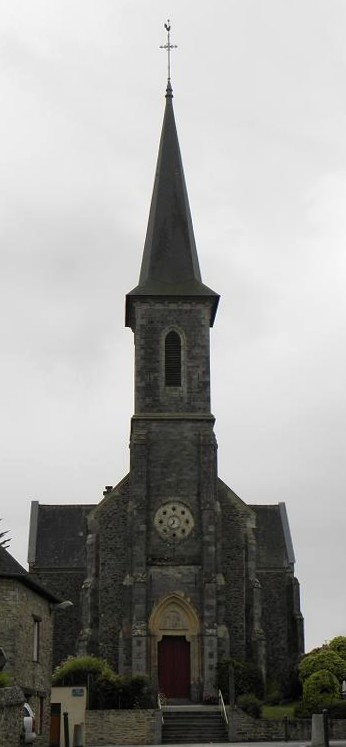
La nouvelle église paroissiale Saint-Pierre.
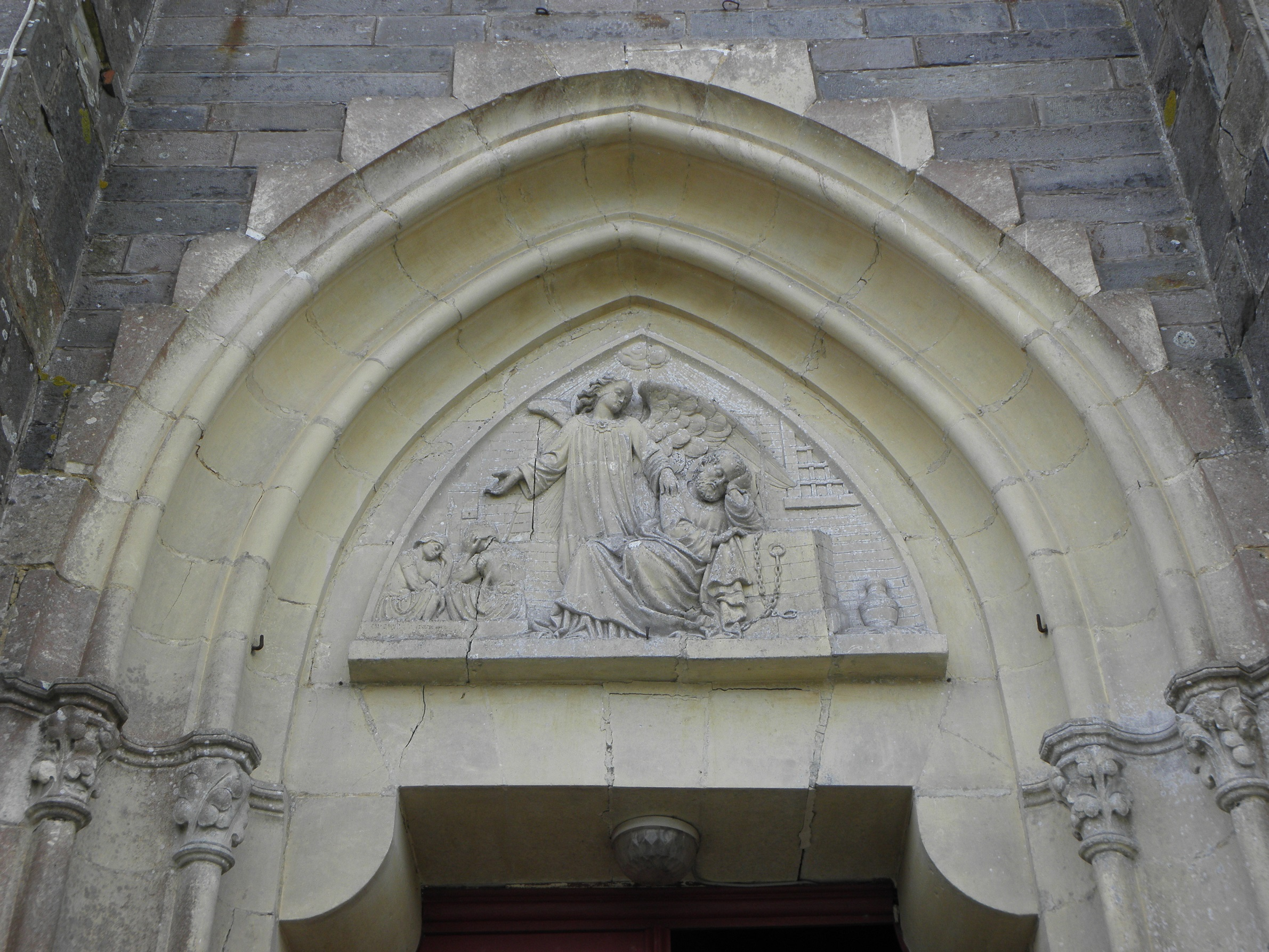
L'église paroissiale Saint-Pierre : tympan du portail principal, saint Pierre délivré par un ange.
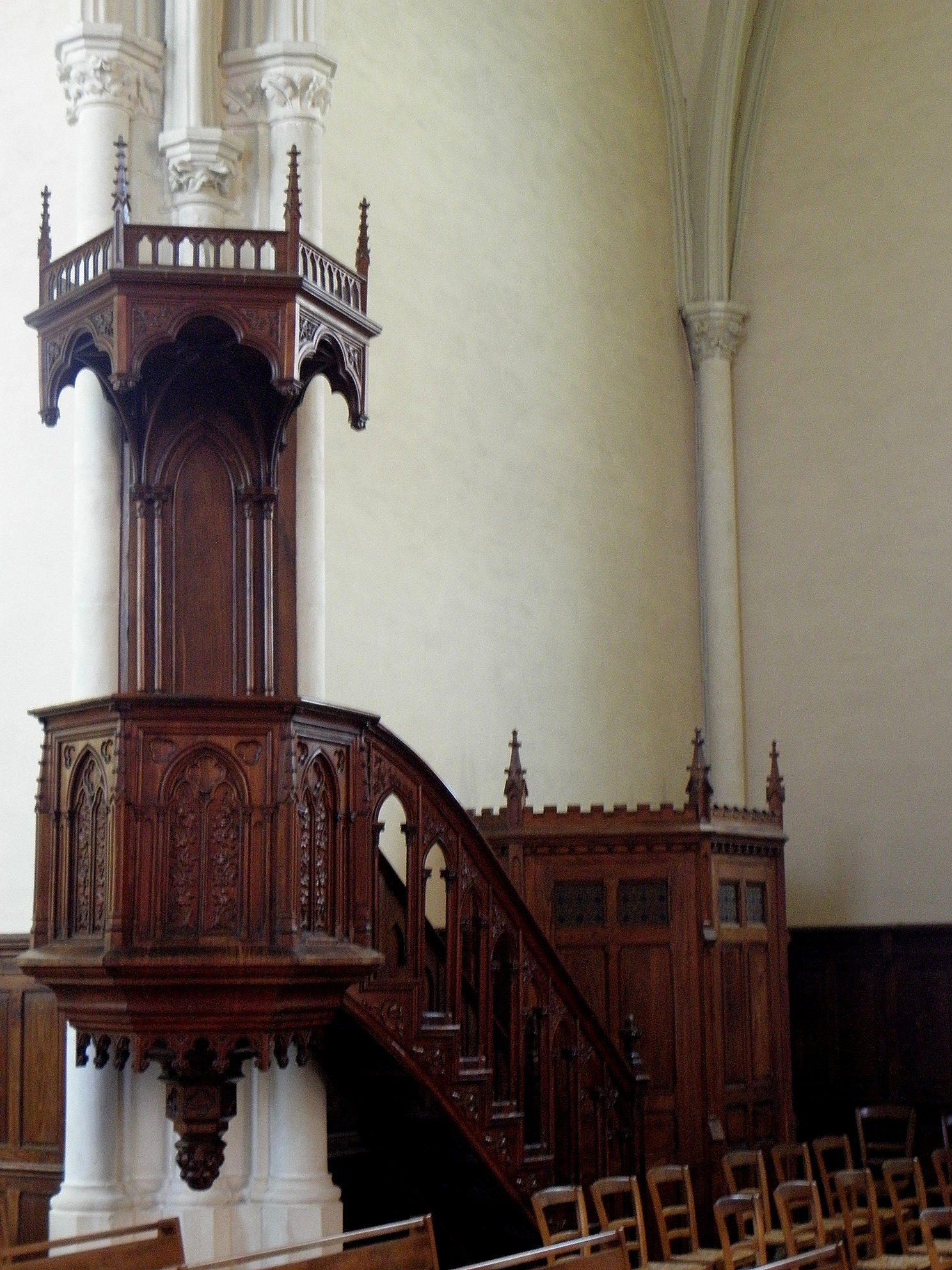
L'église paroissiale Saint-Pierre : vue intérieure, la chaire à prêcher.
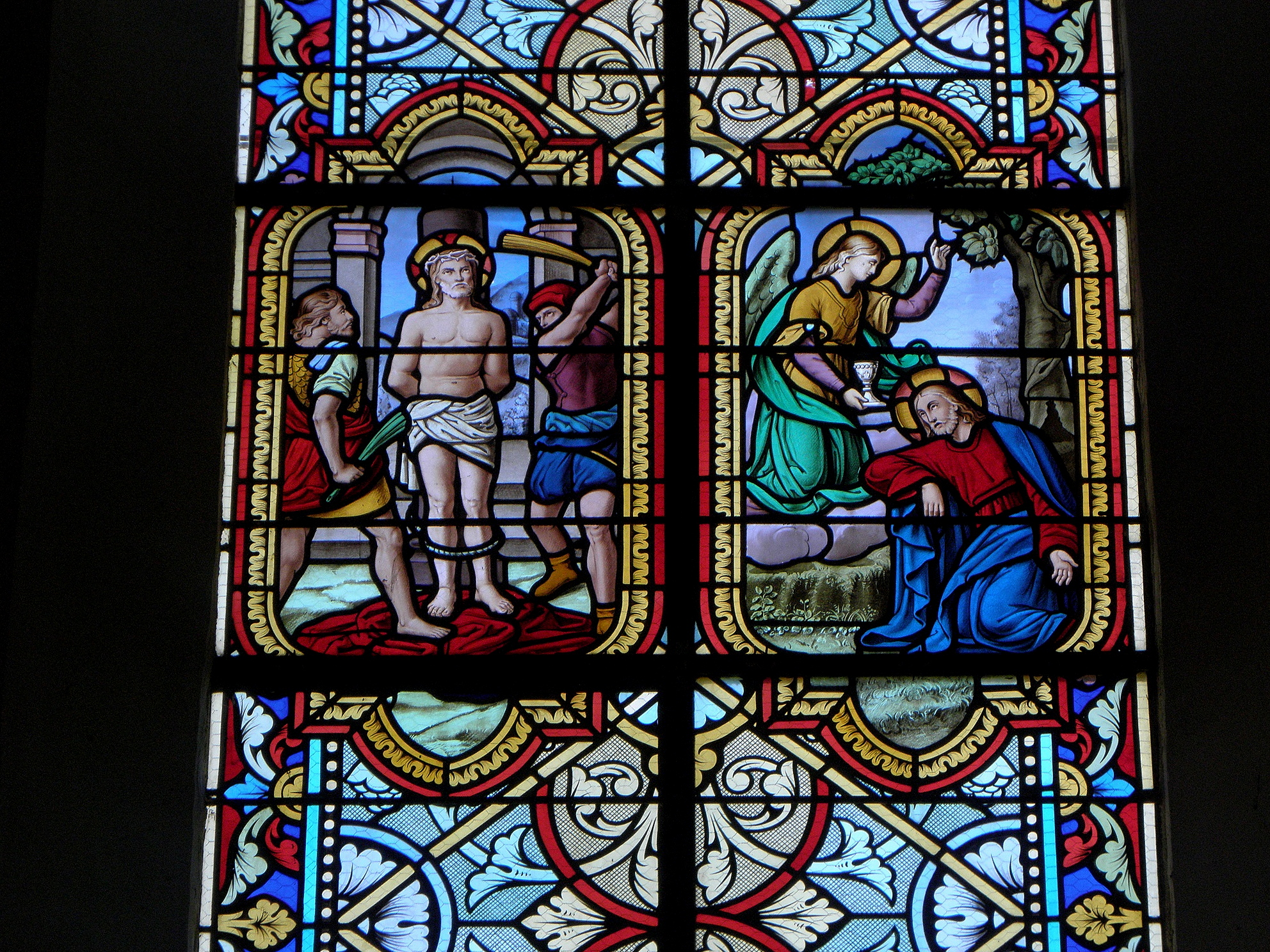
L'église paroissiale Saint-Pierre : un des vitraux de la nef, Flagellation et agonie au mont des Oliviers.
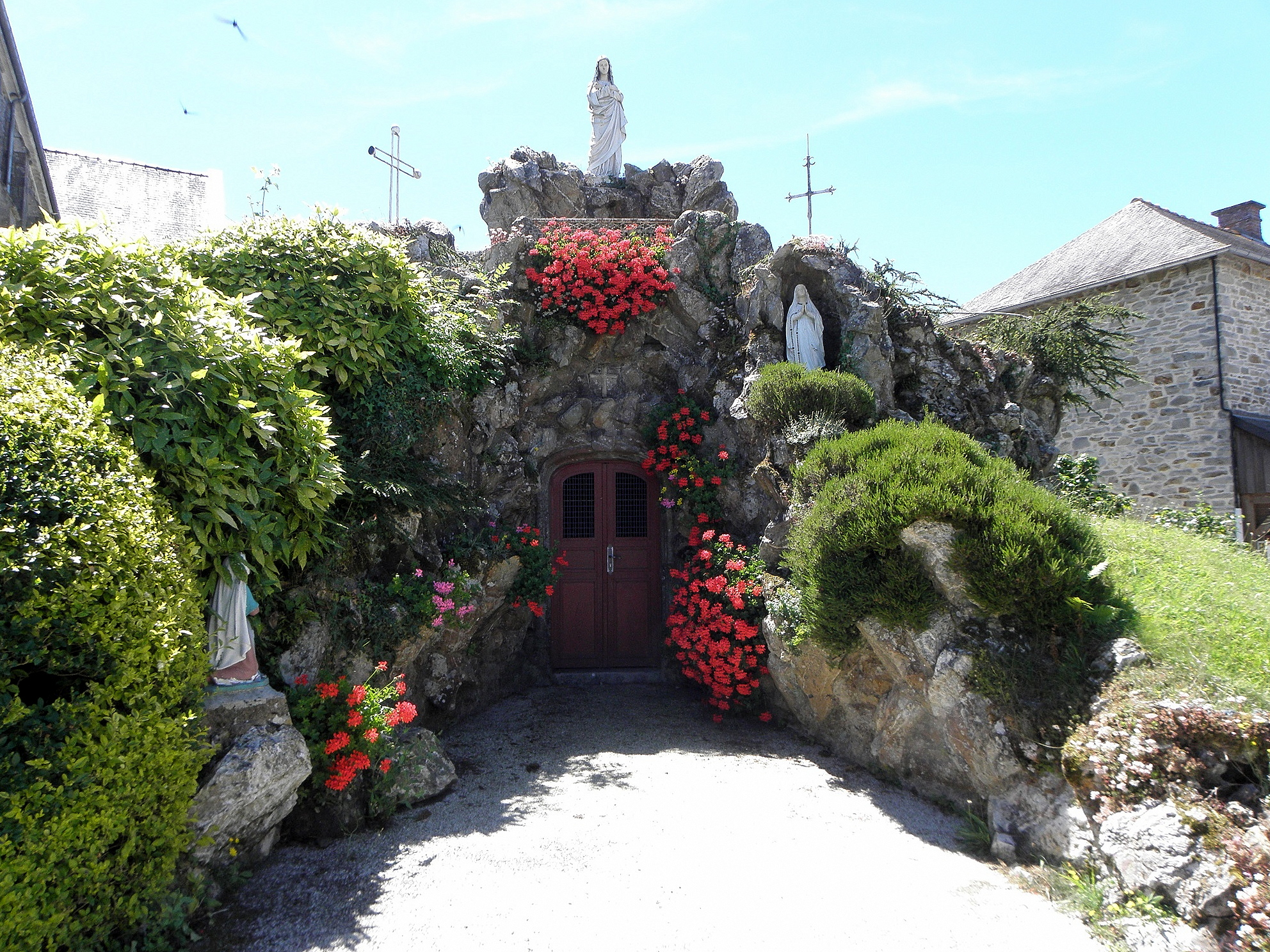
Marpiré : le rocher de la Salette.